# Eclipophleps confinis
Eclipophleps confinis är en insektsart som beskrevs av Leo L. Mishchenko 1951. Eclipophleps confinis ingår i släktet Eclipophleps och familjen gräshoppor.

## Underarter
Arten delas in i följande underarter:
- E. c. confinis
- E. c. levis